# アントワーヌ・グアン

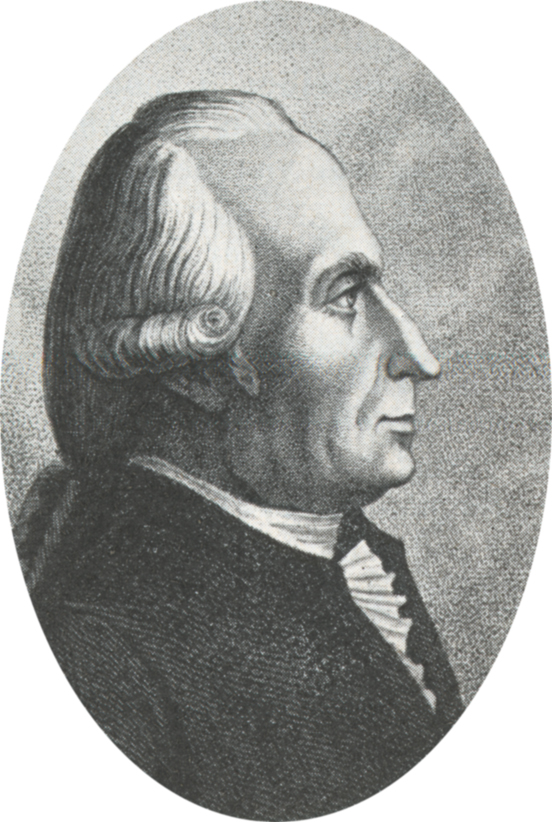
Antoine Gouan.

アントワーヌ・グアン（Antoine Gouan、1733年11月15日 - 1821年9月1日）は、フランスの博物学者である。フランスにおけるリンネの分類法のパイオニアである。

## 生涯
モンペリエで生まれた。トゥルーズで学んだ後、モンペリエ大学で、フランソワ・ボアシエ・ド・ソヴァージュ・ド・ラクロワのもとで医学を学んだ。ソヴァージュ・ド・ラクロワはリンネの信奉者であった。1752年に医学号を取得し、モンペリエのサンエロワ病院で働いた。その後、博物学に転じた。
1762年にモンペリエの植物園のカタログ、"Hortus regius monspeliensis"を出版した。この著書はフランスで最初のリンネの二名法に従った著作である。1765年に『モンペリエの植物』（"Flora Monspeliaca"）を執筆し、モンペリエ・アカデミーの講師（titulaire）になった。植物園の職を得て、植物の収集と分類を行った。1770年には魚類の分類に関する著書、"Historia Piscicum"を出版した。
1766年にソヴァージュ・ド・ラクロワの後を継いで、モンペリエ大学の医学部の教授となり、1783年にロンドン・リンネ協会の外国人会員に選ばれ、1790年にスウェーデン王立科学アカデミーの会員に選ばれた。
博物学者のブルソネ（Pierre Marie Auguste Broussonet）から入手したイチョウをフランスで最初に栽培したとされ、このイチョウは現在もモンペリエの植物園に現存している。マルセイユ近くの藻類のコレクションを作ったことで知られる。、
キンポウゲ科のラヌンクルス・ゴアニー（Ranunculus gouanii）やネギ科のAllium gouaniiなど多くの植物の種に献名されている。